# گالاکتوسیالیدوز
گالاکتوسیالیدوز نوعی بیماری ذخیره‌ای لیزوزومی است.
ترکیبی از یافته‌های لیپیدوز مغزی و موکوپلی ساکاریدوز بدون وجود موکوپلیساکاریدوری پیشنهاد تشخیص موکولیپیدوز را می‌کند.

## علائم بالینی
- نوع شیرخوارگی زودرس: شدیدترین نوع بیماری است. هیدروپس جنینی ناشی از آن منجر به مرده زایی یا مرگ در اوایل نوزادی می‌شود. در دوره نوزادی ورم وسیع، بزرگی کبد و بزرگی طحال، فتق مغبنی، ورم شدید ولوو یا کیسه بیضه و یافته‌های صورت خشن مشاهده می‌شود. تاخیر کلی روانی حرکتی، تلانژکتازی، دیسوستوزیس مالتی پلکس، کدورت قرنیه و لکه قرمز آلبالویی در ماکولا، پروتئینوری، نارسایی کلیه و بزرگی قلب و نارسایی احتقانی آن حتی در هفته اول

زندگی ممکن است دیده شوند. معمولاً سابقه هیدروپس جنینی مکرر در خانواده مثبت می‌باشد.
- نوع شیرخوارگی دیررس: در ماه اول زندگی با یافته‌های صورت خشن، بزرگی کبد و طحال، دیسوستوزیس مالتی پلکس، کدورت قرنیه و لکه قرمز آلبالویی در ماکولا، تشنج، عقب ماندگی خفیف ذهنی، گرفتاری دریچه‌های قلبی، کری هدایتی یا هدایتی عصبی، کوتاهی قد، لاغری عضلات و نبودن چربی زیر جلدی تظاهر

می‌کند.
- نوع نوجوانی یا بزرگسالی: بین سنین یک تا ۴۰ سالگی با یافته‌های خفیف صورت خشن، تشنج، عقب ماندگی ذهنی، عدم تعادل، کاهش رفلکسهای تاندونی، کدورت قرنیه و لکه قرمز آلبالویی در هر دو ماکولا، از دست دادن قدرت بینایی و آنژیوکراتوم بروز می‌کند.

## نقص آنزیم
نقص در آنزیمهای بتا گالاکتوزیداز و سیالیداز بعلت نقص پروتئینتثبیت کننده لیزوزومی

## توارث ژنتیکی
اتوزوم مغلوب.

## میزان بروز
نادر.

## روش تشخیص
- بررسی آنزیم: در فیبروبلاستها.
- کروماتوگرافی لایه نازک ادرار: برای الیگوساکاریدها مثبت است.

## درمان
درمان موثری وجود ندارد.

## آزمون تشخیص قبل از تولد
بررسی آنزیم در آمنیوسیتهای کشت شده